# Hermann Ebbinghaus
Pour les articles homonymes, voir Ebbinghaus.

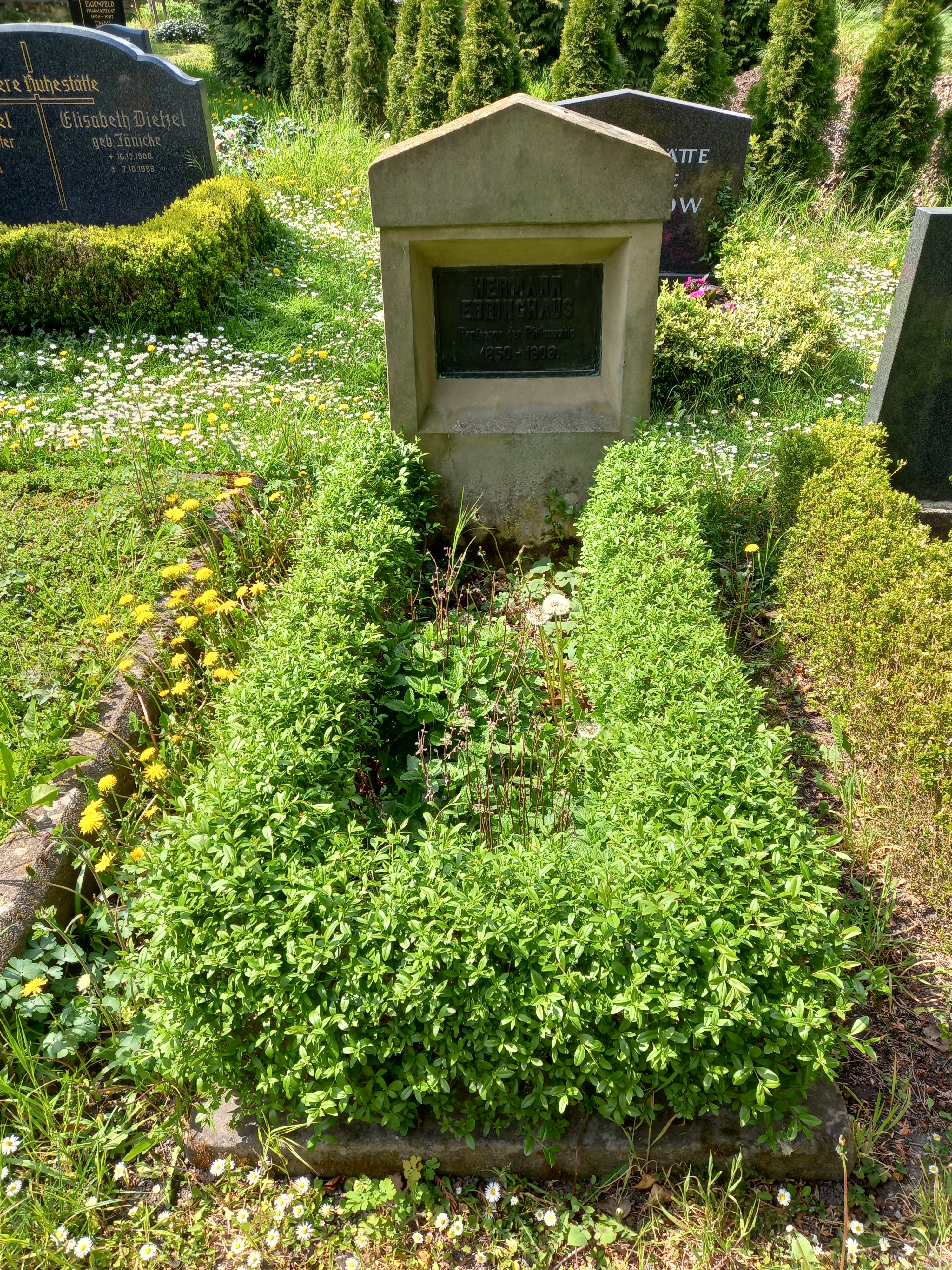
Vue de la sépulture

Hermann Ebbinghaus est un philosophe allemand (né le 24 janvier 1850 à Barmen et mort le 26 février 1909 à Halle, d'une pneumonie) souvent considéré comme le père de la psychologie expérimentale de l'apprentissage. Il appliqua les méthodes expérimentales aux autres domaines que ceux de la sensation, et notamment à ceux de la mémoire et de l'apprentissage (Sur la mémoire 1885). Il est associé au courant psychologique de l'associationnisme qui examine « comment les faits ou les idées peuvent être associés dans la pensée les uns aux autres, et aboutir à une forme d’apprentissage ».

## Biographie
Ebbinghaus est né en 1850 dans une famille d'entrepreneurs. À l'âge de 17 ans, il commence à étudier l'histoire à l'Université rhénane Frédéric-Guillaume de Bonn. En 1868, il devient membre du Corps Guestphalia Bonn et se tourne vers la philosophie. En 1870, ses études sont interrompues lorsqu'il participe à la guerre franco-prussienne avec l'armée prussienne. Après ce service militaire, Ebbinghaus obtient son doctorat avec sa thèse sur la philosophie de l'inconscient d'Eduard von Hartmann le 16 août 1873, à l'âge de 23 ans. À Londres, il trouve dans une librairie ancienne le livre Elements of Psychophysics de Gustav Fechner, ce qui l'incite à réaliser ses célèbres "expériences de mémoire". Après son doctorat, Ebbinghaus visite l'Angleterre et la France et donne des cours particuliers à des étudiants pour subvenir à ses besoins. Il obtient une habilitation à l'Université rhénane Frédéric-Guillaume de Bonn et y est devenu professeur en 1886.
À l'université de Berlin, il fonde le troisième laboratoire de tests psychologiques dans l'Empire allemand (après Wilhelm Wundt et Georg Elias Müller (de)), où il commence ses études sur la mémoire en 1879.
En 1890, il fonde, avec Arthur König (de), la revue psychologique Die Psychologie und Physiologie der Sinnesorgane.

## Recherche sur la mémoire
Influencé par les recherches de son compatriote Herbart, il est le premier à avoir mis en place des paradigmes expérimentaux pour l’étude de la mémoire, c'est-à-dire des situations typiques utilisées dans l’expérimentation pour l’étude d’un problème.
Avant, on étudiait la mémoire par l’apprentissage de textes, mais ceux-ci ne sont pas interchangeables. Ebbinghaus va donc supprimer la syntaxe et remplacer ces textes par des listes de mots. Il va ensuite supprimer le contenu significatif pour arriver à des simples syllabes sans signification (= paralogues). Il construisit 2 300 syllabes qui pouvaient être facilement verbalisées comme : heim, beis, dush, noir, for, born, etc. « Il est à remarquer [...] que certaines de ces unités étaient des mots français et anglais qu'Ebbinghaus connaissait forcément, ayant été précepteur en France et en Angleterre de 1875 à 1879. » Ebbinghaus expérimentait sur lui-même de façon très rigoureuse (comptage de ses réussites/erreurs, chronométrage de ses temps de réponse…) donc en auto-observation plutôt qu’introspection.
Il construisit des listes d’une vingtaine de paralogues. Il mémorisa une liste en lisant le premier triplet à haute voix, puis le second et ainsi de suite en consacrant le même temps à chaque item. Puis il recommença du premier au dernier item et ceci plusieurs fois. Ensuite il tenta de rappeler depuis sa mémoire la liste. Il remarqua que sa capacité à rappeler les éléments de la liste s’améliora avec le nombre de répétitions. Il définit la première courbe d'apprentissage : l’apprentissage s’améliorait avec les répétitions, d’abord rapidement puis plus lentement jusqu’à la maîtrise de la liste,,. Il en conclut que la répétition fréquente peut fixer plus fermement en mémoire les associations mentales et, par extension, que la répétition favorise l’apprentissage. Il montra également que les items en début de liste sont plus accessibles au rappel que les items du milieu (effet de primauté). Les items de la fin de la liste sont également plus accessibles au rappel que les items du milieu (effet de récence).
Pour tester ses capacités de rétention, il procéda à des répétitions jusqu’à être capable de réciter la liste complète deux fois de suite. Puis il mémorisa les autres listes et testa sa mémoire sur des périodes allant de 20 minutes à 31 jours. Il établit une relation entre l’oubli et le temps : l’information est très rapidement oubliée après avoir été étudiée même si des facteurs comme la façon dont l’information a été apprise et le nombre de répétition jouent un rôle sur la vitesse de l’oubli. Néanmoins, la perte d’information ralentit avec le temps et n’atteint pas zéro : certaines informations restent en mémoire. Il publia en 1885 la courbe de l'oubli.
Il définit quatre façons de tester la mémoire :
- le rappel en série : énoncer les items dans l’ordre de la liste ;
- le rappel libre : énoncer les items, l’ordre n’étant pas important ;
- la reconnaissance : à partir d’une longue liste de triplets, reconnaître ceux qui ont été étudiés ;
- le temps de remémorisation : après une certaine période de rétention, le nombre de répétitions nécessaires pour maîtriser à nouveau une liste.

Il montra que la reconnaissance peut avoir lieu quand le rappel a échoué et que le temps de mémorisation peut être raccourci sans qu’il n’y ait eu ni de rappel ni de reconnaissance avec succès. Les 4 tests sont donc de plus en plus sensibles.

## Autres recherches
Il s'intéresse également à la perception des couleurs. Il utilisera pour ses travaux la pyramide des couleurs de Léonard de Vinci à laquelle il arrondira les angles. Il publie en 1893 une « Théorie de la vision » dans le Zeitschrift für Psychologie.